# Kabupaten Sabu Raijua
Kabupaten Sabu Raijua (engelska: Sabu Raijua Regency) är ett kabupaten i Indonesien.   Det ligger i provinsen Nusa Tenggara Timur, i den södra delen av landet, 1 700 km öster om huvudstaden Jakarta. Antalet invånare är 72 960. Kabupaten Sabu Raijua ligger på ön Savu Island.